# Ridgeway (Alaska)
Ridgeway – jednostka osadnicza w Stanach Zjednoczonych, w stanie Alaska, w okręgu Kenai Peninsula.